# Santa Giovanna dei Macelli
(Giovanna Dark)
Santa Giovanna dei Macelli è un'opera teatrale di Bertolt Brecht, presentata inizialmente come radiodramma nel 1932. Il primo allestimento teatrale, a cura dello stesso Brecht, avvenne in Danimarca nel 1935. In Germania fu rappresentata per la prima volta nel 1956 ad Amburgo.
L'opera si ispira al personaggio di Giovanna d'Arco.

## Trama
Chicago, 1929. Il ricco industriale Pierpont Mauler salva se stesso dalla Grande crisi economica a danno dei concorrenti, degli allevatori di bestiame, dei lavoratori del settore della carne e dei piccoli risparmiatori.
Mauler, pur atteggiandosi a filantropo tormentato da scrupoli di coscienza, è in realtà mosso solo da ragioni di profitto.
Opposta a Mauler c'è la classe operaia, sulla quale ricade il peso maggiore della crisi: salari ridotti all'osso, fabbriche che chiudono, scioperi sanguinosamente repressi dalla Polizia.
Giovanna Dark è la più zelante missionaria d'una strampalata organizzazione religiosa che predica l'umiltà e la preghiera per i quartieri poveri.
Giovanna tenta di convertire Mauler alla carità cristiana, ma egli si serve di lei per i suoi giochi demagogici e per il proprio tornaconto.
Giovanna morirà nel rimorso di essere caduta in un trabocchetto ordito dai padroni e di aver causato indirettamente la sconfitta degli operai.

## Temi
Giovanna Dark, la protagonista, è una donna onesta e ingenua, una sorta di rivoluzionaria pacifista che sinceramente crede di poter risolvere i problemi del suo tempo attraverso la carità e i buoni sentimenti. Ma ella niente può contro il capitalismo e l'ambiguo potere economico che ha come unico obiettivo il profitto e lo schiacciamento della classe operaia.
Brecht, ben lontano dal dipingere un'immagine oleografica della lotta sindacale degli anni '30, mostra realisticamente gli aspetti di incoerenza presenti nella pratica politica di quegli anni.

## Produzioni in Italia
Tra le varie messinscene italiane, si ricordano quella memorabile del 1970  a cura di Giorgio Strehler  al Teatro della Pergola di Firenze con Glauco Mauri, Vittorio Sanipoli, Mario Feliciani, Cesare Polacco, Gigi Pistilli, Néstor Garay, Valentina Cortese, Cesarina Gheraldi e Marcello Tusco con le musiche di scena di Fiorenzo Carpi e quella del 2012 a cura di Luca Ronconi, nella traduzione di Ruth Leiser e Franco Fortini